# ری‌کپچا
ری‌کپچا (انگلیسی: ReCAPTCHA) مانند سیستم کپچا طراحی شده‌است و در واقع نسخه جدید و بهینه کپچا می‌باشد. ری‌کپچا اطمینان حاصل می‌کند که کاربر استفاده‌کننده از رایانه یک انسان است (به منظور محافظت از وب سایت‌ها در برابر ربات‌ها) و در همان زمان، به دیجیتایزر شدن کتاب‌ها کمک کرد. ری‌کپچا در اصل توسط لویز فن آخن، بن مائورر، کالین مک میلن، دیوید ابراهام و مانوئل بلوم در دانشگاه کارنگی ملون در محوطه دانشکده پیتسبرگ توسعه داده شد. ری‌کپچا در سال ۲۰۰۹ به مالکیت گوگل درآمد.
ری‌کپچا دیجیتالی کردن آرشیو نیویورک تایمز و کتاب‌های گوگل بوکس را در سال ۲۰۱۱ به اتمام رساند.

کپچا شناسایی تصویر